# VMS Moscú
El VMS Moscú (en ruso: Футбольний клуб «ВМС», en español: Club de Fútbol Naval Moscú) fue un equipo de fútbol de la Unión Soviética que jugó en la Primera División de la Unión Soviética, la primera categoría de fútbol en el país.

## Historia
Fue fundado en el año 1946 en la capital Moscú como el equipo representante de la Fuerza Naval de la Unión Soviética. En 1951 el club juega por primera y única vez en la Primera División de la Unión Soviética en donde desciende al terminar en el lugar 13 entre quince equipos solo un punto detrás del FC Torpedo Moscú.
El club fue disuelto en 1953 por orden del entonces ministro de defensa Nikolái Bulganin.

## Palmarés
- Primera Liga Soviética: 1

1950

## Jugadores

### Jugadores destacados
| - Evgeny Bologov - Victor Gulyaev - Mijaíl Didevich | - Aleksandr Kvasnikov - Yuri Sokolov - Antonin Sochnev | - Victor Uspensky - Serafim Kholodkov - Pavel Khudoyash |